# 乔治·弗洛伊德之死
2020年5月25日，在美國明尼苏达州明尼阿波利斯鲍德霍恩社區，46岁的非裔美国人乔治·弗洛伊德因涉嫌使用假钞被捕时，警察德里克·肖万单膝跪在弗洛伊德脖颈处超过8分钟，弗洛伊德被跪壓期間失去知覺並在急救室被宣告死亡。一名目擊者用手机直播了弗洛伊德被跪壓期間的影片至Facebook Live並引起了廣泛關注。次日，四名涉事警察被解雇 ，其中肖万於事發的4日後即5月29日被逮捕，他被控以二級謀殺罪和二級過失殺人罪，其餘三人亦被起訴協助與教唆謀殺罪。2021年6月25日，肖万被判處22年6個月的監禁。
事件曝光後不少美國市民舉行和平示威集會要求公正審訊涉事警員和正視國内根深蒂固的種族歧視問題，但示威很快演變成暴亂，堵路、店鋪搶掠、破壞公物和記者採訪時遭到警員不合理執法等現象蔓延至全美50個州，以及其他同樣面對種族歧視問題的西方國家。

## 背景

### 死者
乔治·佩里·弗洛伊德（George Perry Floyd），46岁，黑人，生于北卡羅萊納州費耶特維爾，2岁父母离异并跟随母亲生活，后来他母亲认识未婚夫，之后结婚，脱离贫苦的生活。佛洛伊德生前5次因毒品、搶劫入獄，死時身上搜出假鈔，有一連串的犯罪紀錄，驗屍報告還驗出毒品反應。其中最嚴重的是2007年佛洛伊德曾涉及持槍搶案，並拿槍指著非裔孕婦的肚子。曾以多项目运动员身份就读于耶茨高中，1993年毕业。弗洛伊德在得克萨斯长大时结识了职业篮球运动员斯蒂芬·杰克逊并成为密友。2009年，弗洛伊德因持械搶行在得州监狱服刑5年。出狱后，弗洛伊德搬到明尼苏达州，在明尼阿波利斯一家餐厅当了五年的保安，後由于2019冠状病毒病疫情失去工作。他有五名子女（包括Quincy Mason Floyd以及两个女儿，分别为6岁和22岁），住在休斯敦。
据当事店员的描述，弗洛伊德身高6—6.5英尺（1.8—2.0），秃顶；起诉书中则说他的身高超过6英尺，体重超过200英磅（91）。

### 警察
德里克·迈克尔·肖万（Derek Michael Chauvin），44岁白人，是本次事件中单膝跪在弗洛伊德颈部的警官。肖万大约从2001年开始就一直在明尼阿波利斯警察局任警官，在他的记录中共有18项被投诉记录，其中2项以谴责信结案。肖万此前办案时共有3宗案件开过枪，其中一次将对方击毙。
杜滔（音译），34岁，赫蒙族裔，于2009年通过了警察学院考试，2012年被聘为全职警官，2017年被控过度使用武力，以25,000美元庭外和解结案。
在场的另外两名警官分别是37岁的托马斯·莱恩（Thomas Lane）和26岁的J·亚历山大·金（J. Alexander Kueng）。两人均没有被投诉记录。

## 事件经过

5月30日，明尼阿波利斯地上放滿鮮花。右側的“Cup Foods”便利商店為事發地點

### 店家报警
2020年5月25日傍晚20时许，弗洛伊德使用了疑似假鈔的20美元在“Cup Foods”便利商店買東西，店员察觉后拨打了911。根据警方公布的通话记录，店员在报警时说，他曾要求弗洛伊德归还已经购买的香烟，但是弗洛伊德“拒绝这样做”；店员还表示，弗洛伊德“坐在自己的车里，因为他醉得不省人事”，还“准备开车离开”。

### 警察到场
20时08分，莱恩和金带着已启动的警用密錄器，驾驶320号警车（MPD 320）首先到达现场；在向店员了解了情况后，2名警察走向弗洛伊德的车，莱恩走向司机一侧，而金走向副驾驶一侧；执法记录仪显示，弗洛伊德坐在驾驶位上，另一成年男子坐在副驾驶位，还有一成年女子坐在后座上。莱恩用枪指向弗洛伊德，令其将手放在方向盘上，弗洛伊德遵从了他的命令。当金在向副驾驶位的男子讯问时，莱恩将弗洛伊德從车里拉出，並按拘捕手續给他戴上了手铐，期间他曾有反抗。接着，弗洛伊德坐在路缘石上，接受了警察2分钟的讯问，并被告知因为警方認為他是故意使用伪钞被捕；警官莱恩曾问弗洛伊德是否有“受到某些物质的影响”（"on anything"，例如是否嗑药了），但是起诉书未记录弗洛伊德的回答。
讯问结束后，弗洛伊德在20时14分被警察带往警车，途中弗洛伊德突然跌倒，还说自己有幽闭恐惧症。此时，滔和肖万乘另一辆警车到达现场；根据诉状记载，4名警察数次试图将弗洛伊德押上320号警车的左后座，但是弗洛伊德跌倒、歪斜地站立，还不断说自己不能呼吸。然后，肖万在莱恩和金的协助下，从右后座将弗洛伊德拉入警车。
20时19分，德里克·肖万将弗洛伊德从警车的右后座拉出，弗洛伊德脸朝下倒在地上；滔以外的三名警察同時将弗洛伊德按倒在地，金摁住他的背，莱恩摁住他的腿，而肖万将左膝顶在他的脖子上，滔則站在肖万和直播拘捕過程的目擊者中間。莱恩曾问“是否要把他翻过来”，而肖万回答“不，就保持我们摁住他的姿势”；莱恩又问道，“我担心他有兴奋性精神错乱”，而肖万回答“所以我们要让他趴着”。在此期间，3名警察一直保持着最初的姿势。
执法记录仪显示，弗洛伊德一直在动，也一直在呼吸；20时24分24秒，他不再动；20时25分31秒时，他不再呼吸或说话。莱恩表示要“把他（弗洛伊德）翻过来”，金在检查了他的脉搏后说“我测不到”；然而，3名警察仍然没有改变姿势。根据诉状，肖万跪在弗洛伊德脖颈处总计8分46秒，在弗洛伊德没有反应之后仍然持续了2分53秒，直到20时27分24秒才挪开了他的膝盖。救护车到场后，警官将弗洛伊德抬上担架。

### 抢救过程
明尼阿波利斯消防局在20时30分31秒接到了报警；在报警电话中，接线员只知道弗洛伊德的嘴受了伤。17号消防车（E17）在20时32分49秒赶到现场，看到有“多支警方的队伍”和“一小群围观者”。在寻找弗洛伊德时，消防员注意到围观群众表情悲伤，交头接耳，说警察“杀死了那个男人”。消防员并不知道弗洛伊德的具体位置，后来才在涉事店铺中找到一位警官，还从警官口中得知亨内平县医疗中心的救护人员已经找到弗洛伊德并将他转移了。
接着，17号消防车赶到了36街和帕克大道（Park Avenue）的路口，其中2人进入了县医院的救护车。此时，弗洛伊德戴着辅助呼吸器，但是已没有任何反应和脉搏。消防员接过了呼吸器，还给他进行了静脉注射。到了县医院的稳定室后，消防员仍然在协助抢救；在检查了数次脉搏后，消防员仍然没有看到起色，于是他们启动了一次起搏器，但情况仍然没有变化。当县医院的急诊室接手后，消防员才在21时23分15秒离开。
21时25分，弗洛伊德在亨内平县医疗中心被宣告不治。

## 调查

### 对警方的调查
5月26日，明尼阿波利斯警察局局长梅达里亚·阿拉东多表示，涉事警员已被停职，稍晚，4名警员被解职。次日，美国联邦调查局宣布，该局已经开始对弗洛伊德之死的调查，该调查将集中在明尼阿波利斯警察局的官员是否涉及“故意剥夺了（弗洛伊德）受美国宪法或法律保护的权利”。 联邦调查局表示，将把调查结果提交给联邦检察官驻当地办公室（即明尼苏达联邦地区法院），以考虑可能的联邦指控。同日，明尼苏达州刑事侦察局发表声明，正在对涉事警员可能违反明尼苏达州法规的行为进行调查。29日，州刑事侦查局逮捕了德里克·肖万，与肖万一起执法的另三位警员目前仍然在调查。乔治·弗洛伊德的家人已经要求以谋杀罪起诉四名涉事警员。目前德里克·肖万被指控三级谋杀和二级过失杀人罪，他也就此成为明尼苏达州首位因黑人平民死亡而被控刑事罪的白人警察。起诉书里还明确表示，这种控制嫌疑人的方式（用膝盖顶住颈部）被不少其他城市的警方认定是极度危险的。
6月2日，明尼苏达州州长和州人权部召开新闻发布会，宣布就乔治·弗洛伊德之事件，对该州明尼阿波利斯市警察局提起民权指控，将就其是否系统性歧视有色人种展开调查。次日，針對肖万的控罪由原本的三級謀殺提升至二級謀殺，而其餘三名被開除的警察也被起訴協助與教唆二級謀殺罪。
6月4日，除肖万外的三名涉事警察出庭受审，三人均未认罪。三人的无条件保释金为100万美元。8日，肖万首次出席庭审，亦未认罪。他的无条件保释金为125万美元。
9月11日，乔治·弗洛伊德之死第三次听证会在明尼苏达州明尼阿波利斯市法院举行。这是涉案四名前警察参加的最后一场审前听证会，德雷克·肖万亦到場参加听证会。
2023年6月16日，美國司法部發布一份有關明尼阿波利斯警察局的報告，其中指：「我們的調查發現，明尼阿波利斯警察局（MPD）的系統性問題使得喬治·弗洛伊德的遭遇成為可能。」對事件發生前的年份之調查顯示，非法使用致命武力的模式、更高的交通攔截、搜查率，以及對非裔美國人和美洲原住民非法使用武力，官員發表種族主義言論，對抗議者和記者違反第一修正案， 以及對和平抗議者和暴力抗議者無差別地使用武力。

### 对死者的调查
5月30日，尸检报告显示，没有证据表明弗洛伊德死于外伤性窒息，是警察的动作、他潜在的健康问题和体内潜在的毒物共同导致了他的死亡。报告还指出，弗洛伊德有多种潜在的健康问题，包括冠狀動脈疾病和高血壓。弗洛伊德的家属和律师对结果表示不满，聘请前纽约首席法医迈克尔·巴登进行独立尸检。6月1日，独立尸检结果表明弗洛伊德颈部受压导致窒息死亡，並沒有導致他死亡的潛在健康問題。
6月3日，官方最終尸检报告显示，佛洛伊德生前曾染2019冠狀病毒病，但他無症狀，也非導致死亡的原因。導致死亡的原因是心脏骤停。不過報告並未说明警方執法為死亡直接原因。
弗洛伊德的葬礼于6月9日在休斯敦举行。

## 审判

### 德里克·肖万
肖万于2020年10月7日获得有条件保释，此前他已交付了100万美元的非现金保释金。法庭文件规定肖万在保释期间将受到更多监督，如果他拒绝在预定日期出庭，或未经法庭批准便离开明尼苏达州，或与弗洛伊德的家人有联系，保释资格将被撤回。
2020年8月29日，德里克·肖万的律师提出动议要求驳回诉讼，声称弗洛伊德很可能死于吸毒和既往疾病。同日，检察官宣布将对四名警察寻求更严厉的判决，称弗洛伊德被铐压在地上时身体非常脆弱，受到了残酷的对待。2020年10月22日，亨内平县法官彼得·卡希尔驳回了对肖万的三级谋杀指控，否绝了肖万试图驳回其他指控的动议。
肖万的审判原定于2021年3月8日在亨内平县开始，将由地区法官彼得·卡希尔主持。明尼苏达州总检察长基思·埃里森办公室在亨内平县检察官办公室协助下领导对肖万的起诉。2021年1月，卡希尔法官裁定，考虑到空间的限制和COVID-19大流行，肖万的审判将与另外三人分开。
2021年3月29日，乔治·弗洛伊德之死正式開庭。德雷克·肖万被控谋杀。4月20日下午，12人陪审团裁定，肖万二级谋杀、三级谋杀和二级过失杀人指控成立。6月25日，德雷克·肖万被美国明尼苏达地方法院判处监禁22年零6个月。
2021年9月23日，肖萬向明尼斯达州地区法院提出上诉。
2021年12月15日，在弗洛伊德案的联邦民权案件辩诉听证会上，德雷克·肖万对联邦指控表示认罪。
2022年7月7日，美国联邦地区法院以逮捕期间“侵犯弗洛伊德公民权利”为由，再判处肖万21年有期徒刑。

### 金、莱恩和杜滔
2020年6月10日，莱恩获得保释。他的律师声称莱恩曾警告过肖万，弗洛伊德可能有受到严重伤害的危险，这样的警告便是当时明尼阿波利斯警察条例所要求做的一切了。6月19日，金获得保释。杜滔亦于7月4日被保释。
三人将从2021年8月23日开始一起受审。
杜滔出庭作證為自己辯護，聲稱直到弗洛伊德被送上救護車時，他才意識到弗洛伊德患有健康問題，並且跪在被拘留者脖子上的技術“並不罕見”，儘管他否認曾經這樣做過。他承認肖萬和任何其他警員都沒有對弗洛伊德進行心肺復蘇，但稱他認為這表明弗洛伊德正在呼吸。杜滔還表示，他在現場的主要作用是“控制人群”，而不是評估弗洛伊德的狀況。
2月22日，法院聽取結案陳詞。檢察官表示，三人在弗洛伊德垂死之際“選擇不採取任何行動”。辯護律師表示，上述前警員缺乏經驗，訓練不當，他們並無故意侵犯弗洛伊德的公民權利。經過兩天13個小時的審議，陪審團於2月24日裁定這些前警員在審判中面臨的所有罪名均成立。所有三名警員都被判故意侵犯弗洛伊德的憲法權利，在弗洛伊德失去脈搏時不提供醫療服務。金和杜滔還因未能干預，以阻止肖萬使用不合理的武力而被判有罪。判決後，陪審團得出結論，弗洛伊德的死因是肖萬的克制，令法官可考慮比建議的三到四年監禁更長的刑期。三名警員於等待量刑聽證會期間仍保釋。
2022年7月，法官判處萊恩2.5年監禁，金判處3年監禁， 判處杜滔3.5年監禁。萊恩被勒令於2022年8月30日到聯邦監獄報到。
杜滔提出上訴。2023年8月4日，美國第八巡迴上訴法院維持他的聯邦定罪。

### 和解
2021年3月12日，明尼阿波利斯市宣布，已与弗洛伊德家属达成民事诉讼协议，将支付2700万美元和解金，创下该市和解金金额纪录，并拨款50万美元在弗洛伊德的遇害地芝加哥大街和38街的岔路口，建造乔治·弗洛伊德纪念地。

## 示威

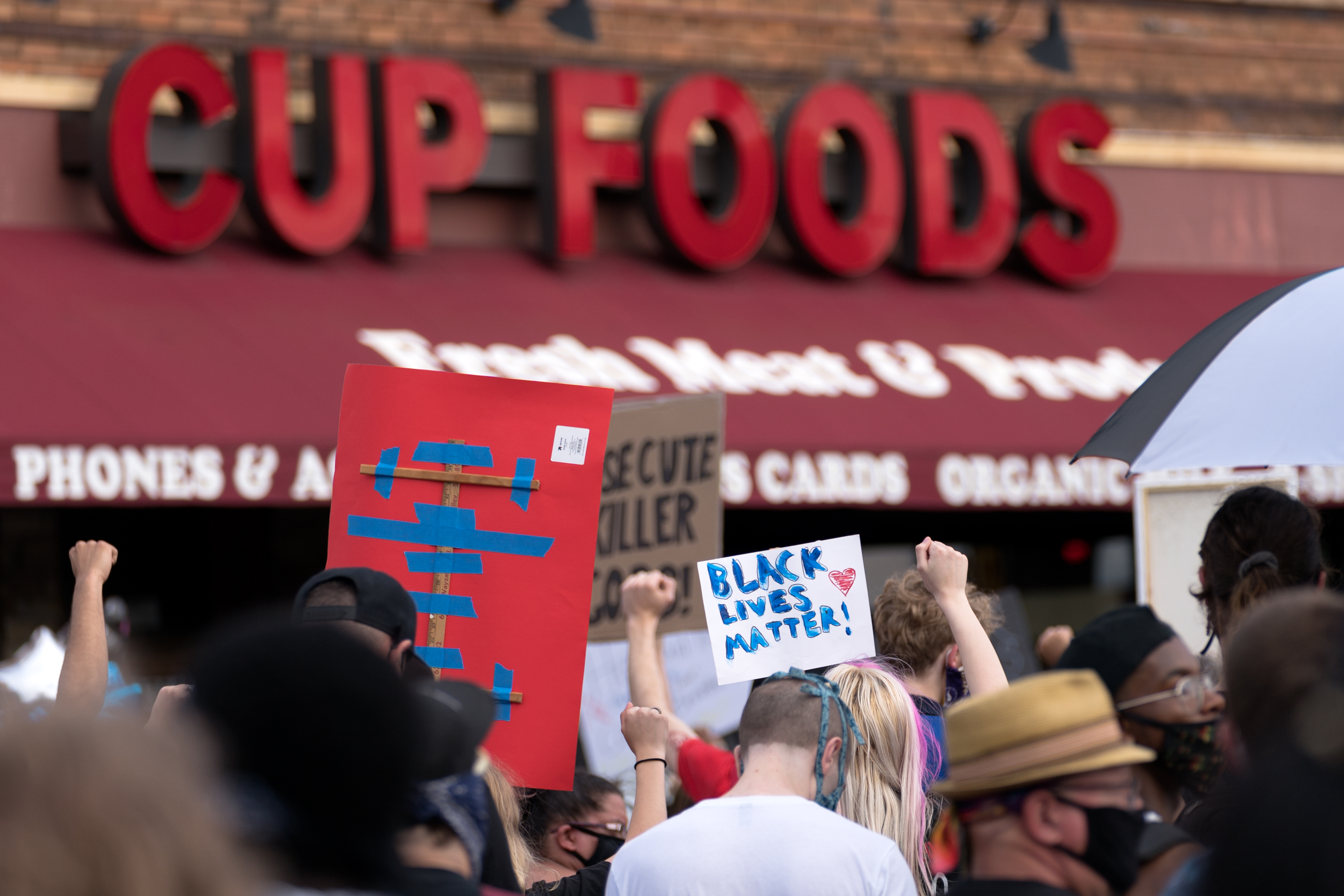
5月26日，民眾在事發地點「Cup Foods」便利商店前抗議

自5月26日开始，数千名示威者上街游行示威，后与警方发生冲突并演变为暴乱。28日，明尼苏达州州长提姆·沃茨宣布全州进入紧急状态。美国总统特朗普表示，若情况危急会出动州国民警卫队维持当地秩序。

## 反应

### 美国

#### 家屬和朋友

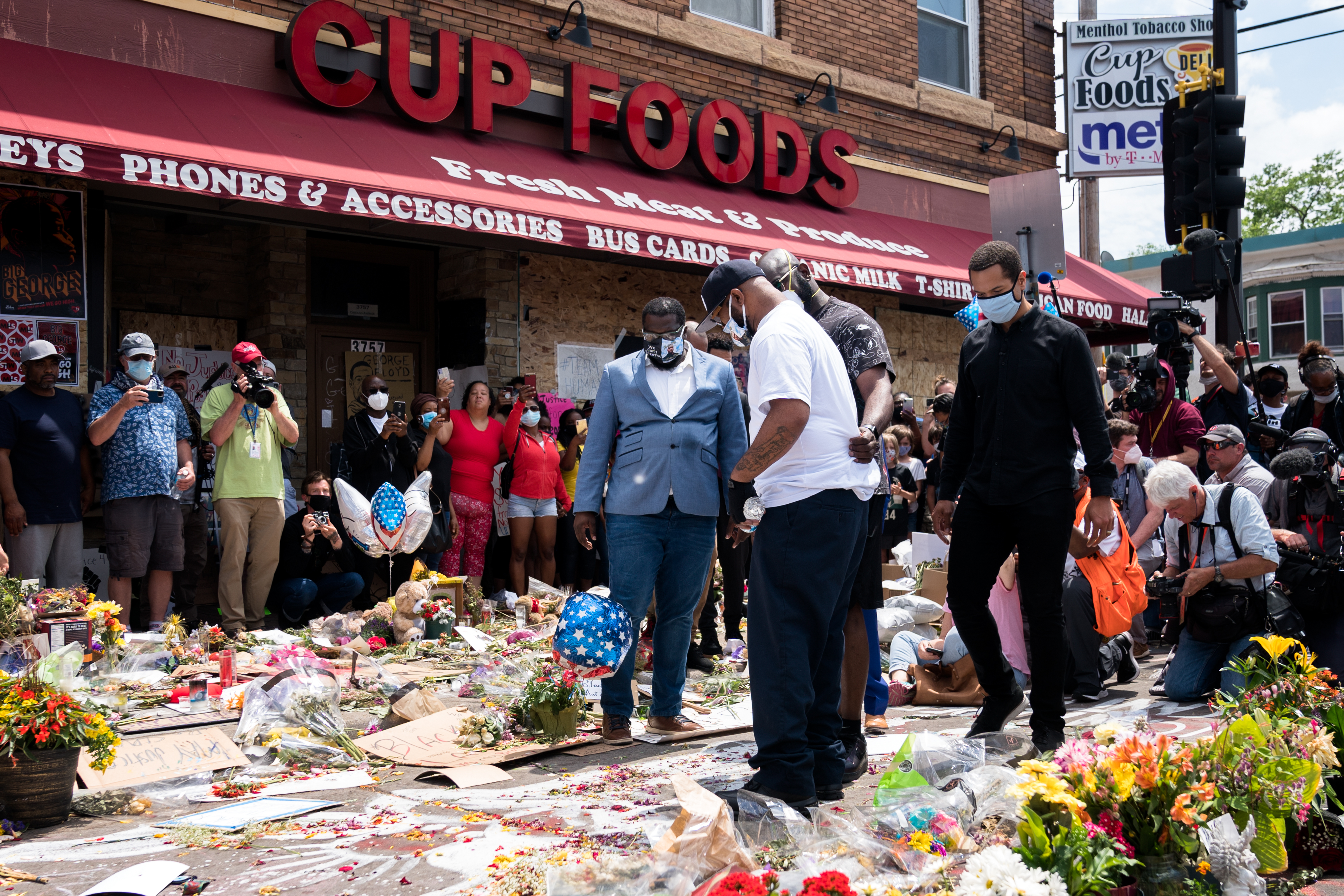
6月1日，弗洛伊德的弟弟特倫斯在案發地點獻花

5月26日，弗洛伊德的女友考特妮·羅斯要求社區纪念他的死。她說：「不能以火打擊火，所有東西都會燃燒。我成天都看到人們怨恨、怨恨、怨恨、抓狂。他不會希望這種事發生。」
5月28日，有線電視新聞網採訪弗洛伊德的堂兄和兩位兄弟。他的堂兄泰拉·布朗批評警察：「他們應該在那裡服務、保護，我沒看到他們有人回應他的求救，出手協助。」他的一位兄弟回應前者的觀點，並表示：「他們可能會嘲笑他，他們可能會毆打他。相反，他們將膝蓋放在他的脖子上，然後坐在他身上，接者帶走他。他們對待他的方式比對待動物還糟糕。」弗洛伊德的兄弟菲洛尼斯表示：「每個人現在都承受著很大的痛苦，這就是為什麼這種情況發生的原因，我厭倦看到有黑人死亡。」弗洛伊德的老友，前職業籃球運動員斯蒂芬·杰克逊，在他死後表示了憤怒和悲傷，並說這則逮捕錄影「摧毀了我」。
5月29日，肖萬的妻子提出離婚，並向弗洛伊德一家表示慰問。

#### 官方
時任美國總統唐纳德·特朗普5月27日被问到黑人被美国警察暴力执法致死一事时声称，这是一件非常可悲的事情，他将就此事寻求一份“全面报告”。报道称，这是特朗普首次公开回应该事件。特朗普随后在Twitter上发文称，联邦调查局和司法部应他的要求正在调查此事，他赞赏地方执法部门所做的所有工作，并向弗洛伊德的家人表示慰问。他声称，“正义将得到伸张”。
白宫新闻发言人凯莱·麦肯阿尼5月28日表示，美国司法部已经向总统特朗普通报了弗洛伊德死亡案。她说，特朗普看到了相关视频：“对此感到非常沮丧”，并表示要让FBI加快调查。
美国众议院议长南希·佩洛西5月27日表示，这是悲剧、犯罪，美国人民亲眼目睹了处决现场，必须將兇手绳之以法。
美国民主党总统参选人、前副总统乔·拜登就此事件在推特上发文谴责，称涉事警察必须为自己的恶劣行径负责。
明尼苏达州州长蒂姆·沃尔兹签署行政令，宣布全州戒嚴，并将出动州国民警卫队维持秩序。
明尼阿波利斯市長雅各布·弗雷（Jacob Frey）認為，人們「不能視而不見」，必須為死於警察暴力的男子討回公道，並親自出面呼籲地方檢察機關起訴並拘捕涉事警員。
6月5日，明尼阿波利斯市议会投票表决终止使用锁喉和掐脖法，并要求所有警察一旦发现这种现象必须立即上报。

#### 警方
5月27日，當地的警察工會對有關人員表示支持，「明尼阿波利斯警察人員聯會將會向涉案警察提供全力支持」。他們還敦促公眾保持冷靜，「現在不是急於作出判斷並立即譴責我們警察的時候」。
然而全國各地的執法單位都對肖萬的行為提出嚴厲的批評。擁有數十萬名警察的組織領導人則譴責逮捕行動。全國警察協會執行董事威廉·約翰遜稱此事件令人震驚，「我不了解整件案情，但我看不到任何法律依據、任何自衛依據或任何道德依據」。美國警察同業會主席帕特里克·尤斯表示，「無論後果如何，當局都必須確保在弗洛伊德逝世時伸張正義」。洛杉矶警察局退休中尉亚当·贝科维奇是警察濫用武力案件的专家证人，他認為明尼阿波利斯警局在執法過程中应该禁止颈部约束，同時還表示，「除非進行生死攸关的斗争，否則使用頸部約束没有理由」、「那个警官没有任何危险，对我来说，他看起来平靜得像是在吃三明治——这就是他看上去的平静」。

#### 機構
5月28日，明尼苏达大学宣布，该校将限制与明尼阿波利斯警察局的联系，并不再与明尼阿波利斯警察局签约协办“大型校园活动，包括足球比赛”。

### 國際
联合国人权事务高级专员巴切莱特5月28日发表声明，谴责美国警方在执法过程中导致非洲裔美国人乔治·弗洛伊德死亡的行为，并敦促美国当局采取措施制止类似事件发生。
非洲联盟委员会主席穆萨·法基5月29日发表声明，强烈谴责美國執法人員「謀殺」喬治·弗洛伊德的行為，同時在完整聲明中表示不接受美國「对非洲裔美国公民的持续歧视」，要求美国政府官员「加大力度确保消除一切种族歧视」。
土耳其总统雷杰普·塔伊普·埃尔多安於5月29日對該事件表示，“不仅使我们所有人感到悲伤，同时也是我们在全世界所反对不公平秩序極为痛苦的表现”。
中华人民共和国外交部发言人赵立坚於6月1日表示，「美国少数族裔遭受种族歧视是美国社会痼疾，当前事态再次反映了美国国内种族歧视、警察暴力执法等问题的严重性和解决有关问题的紧迫性。希望美国政府采取切实措施，维护和保障少数族裔的合法权利」。
6月2日，歐盟最高外交官何塞·博雷利·豐特列斯表示：「與美國民眾一樣，就我們而言，弗洛伊德之死駭人聽聞……任何社會都要警惕防範過度武力。」
6月19日，联合国人权理事会通过决议，对乔治·弗洛伊德遭遇警察暴力执法而死的事件表示“强烈谴责”。美國國務卿蓬佩奧認為联合国人权理事会决议案是“虚伪行为”，强调中華人民共和国等独裁国家的种族問題才真正值得关注。

## 戲仿
2020年5月尾，有人在手機應用程式Snapchat發起了「乔治·弗洛伊德挑戰」（George Floyd Challenge），參加者需要模仿弗洛伊德被勒死的情況，並加上其他戲仿，事件很快傳到其他社交網站。當Facebook及Instagram得知此消息後，立即將相關文章刪除。有來自不同國家及地區民眾參與弗洛伊德挑戰後被當地警方拘捕的消息。